# عبدالرحمن درواز
عبدالرحمن درواز (انگلیسی: Abderrahmane Derouaz؛ زادهٔ ۱۲ دسامبر ۱۹۵۵) بازیکن فوتبال اهل الجزایر است.
از باشگاه‌هایی که در آن بازی کرده‌است می‌توان به باشگاه فوتبال اتحاد الجزایر اشاره کرد.
وی به همراه تیم ملی فوتبال الجزایر در بازی‌های المپیک تابستانی ۱۹۸۰ شرکت کرده است.